# 小行星6639
小行星6639（6639 Marchis）是一颗围绕太阳公转的小行星。1989年9月25日，亨利·德波鸿诺在拉西拉天文台发现了此天体。
这颗小行星的绝对星等为214.42603等。